# Пара (монета)

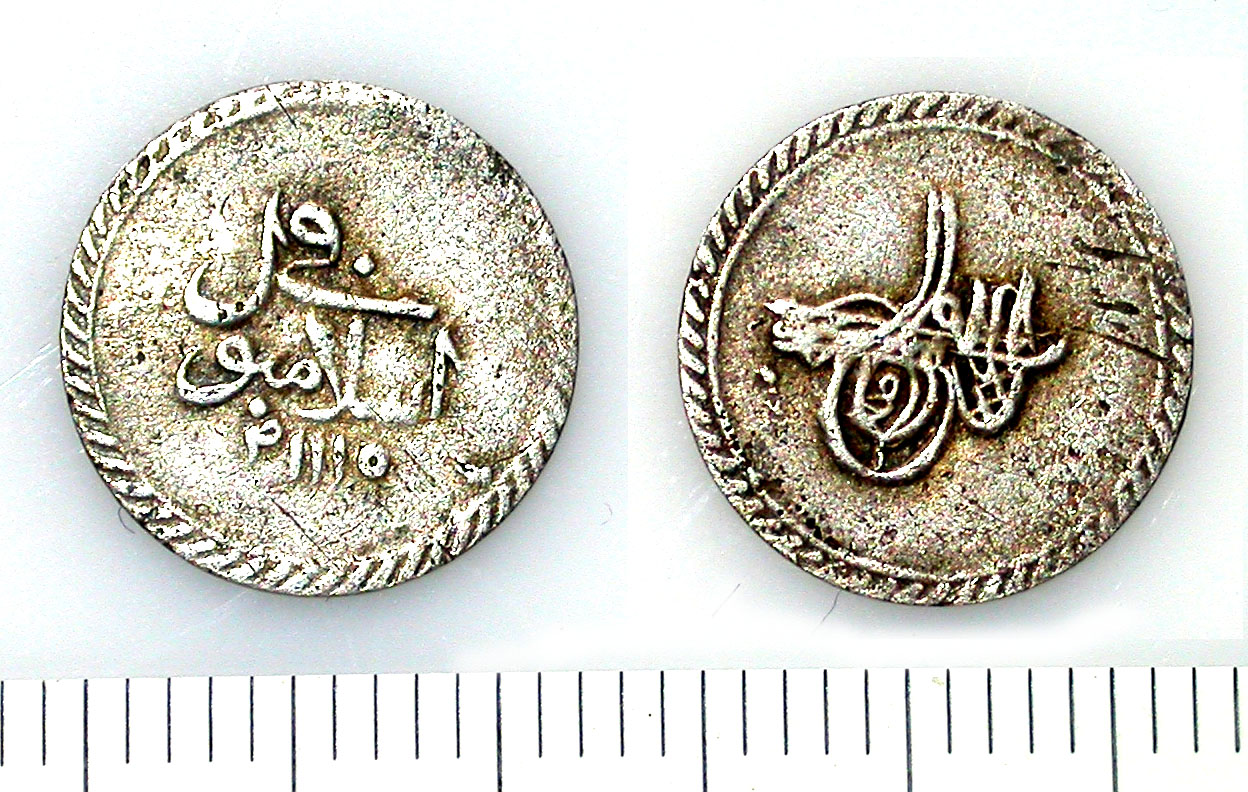
Пара Ахмеда III (1703-1730)

Пара (перське pareh — «штука») — дрібна турецька монета, карбована з 1623 (1,1 г срібла 600-ї проби). З’являлася на Буковині 17 — серед. 19 ст. Пара, на якій були розміщені тугра (з 1703) та місце і рік випуску, складала 1/40 куруша в Туреччині та Єгипті 17 — 20-х рр. 20 ст., де відома і як мадіна чи фадда. Відомі 1, 5, 10, 20, 30 Пара. Турецькі 1 Пара погіршували пробу та вагу (1757: 0,5 г срібла 520-ї проби; 1800: 0,32 г срібла 465-ї проби; 1835: 0,15 г срібла 170-ї проби). З 1844 р. 1 Пара карбувалася з міді. Відомі також білонні Пари 17—18 ст. Кримського ханату (0,6 г) і мідні російсько-молдовські 1 та 2 Пари 1771—74, які були в обігові на Буковині, й чорногорські та сербські Пари 19—20 століть.